# Shire of Mt Marshall
Shire of Mount Marshall is een lokaal bestuursgebied (LGA) in de regio Wheatbelt in West-Australië.

## Geschiedenis
Op 6 juli 1923 werd het Mount Marshall Road District opgericht. Naar aanleiding van de Local Government Act van 1960 veranderde de naam op 23 juni 1961 in Shire of Mt Marshall.

## Beschrijving
Shire of Mt Marshall is een landbouwdistrict in de regio Wheatbelt waar voornamelijk graan, runderen en schapen geteeld worden. Het is 10.189,5 km² groot en ligt ongeveer 300 kilometer ten noordoosten van de West-Australische hoofdstad Perth. Er ligt 1.220 kilometer weg waarvan 240 kilometer verhard is.
In 2021 telde Shire of Mount Marshall 459 inwoners. Iets minder dan 5 % van de bevolking was van inheemse afkomst. De hoofdplaats is Bencubbin.

## Plaatsen, dorpen en lokaliteiten
- Bencubbin
- Beacon
- Cleary
- Gabbin
- Welbungin
- Wialki